# Ips typographus
Ips typographus là một loài côn trùng trong họ Curculionidae. Loài này được Linneaus miêu tả khoa học đầu tiên năm 1758.
Đây là loài gây hại của cây Picea abies, phát triển phổ biến ở Romania.